# Monsenstein und Vannerdat
Das Verlagshaus Monsenstein und Vannerdat war eine 1999 gegründete deutsche Verlagsgruppe mit Sitz in Münster. Einzelne Verlage der Gruppe betrieben auch Büros in Berlin, Leipzig und München. Daneben trat sie als Self-Publishing-Plattform bzw. digitales Publikationsdienstleistungsunternehmen für selbst publizierte Medien auf.

## Geschichte
Das Verlagshaus entstand aus der Idee der beiden Gründer heraus, Comics eines gemeinsamen Freundes zu veröffentlichen. Nach erfolgreichen Jahren, in denen das Unternehmen unter anderem ein sofort ausverkauftes Monumentalwerk über den Automobilhersteller Bugatti veröffentlichte, musste das Verlagshaus am 15. Juli 2016 Insolvenz anmelden. Am 1. Oktober 2016 wurde vom Amtsgericht Münster das Insolvenzverfahren eröffnet. Am 1. November 2016 stellte das Verlagshaus den Betrieb ein und Tom van Endert als einer der beiden Geschäftsführern überführte in der Folge lediglich das ehemalige Verlagssegment Edition Monsenstein und Vannerdat samt Autoren und bis dahin erschienenen Titeln in seinen neuen Karren-Verlag, der sich auch mit seinen Neuerscheinungen ausschließlich auf das Feld als Verlag für kraftfahrzeughistorische Literatur spezialisiert.

## Geschäftsmodelle

### Verlage
Das Verlagshaus Monsenstein und Vannerdat beherbergte Verlage mit unterschiedlicher Programmatik:
- Oktober Verlag, Münster in Westfalen. Verlag für Literatur und Kritik sowie Fußball und Bier.
- Prospero Verlag, Münster und Berlin. Verlag für Literatur, Sachbuch und Zeitgeschichte.
- Edition Monsenstein und Vannerdat. Verlag für Technik und Illustration.
- MV-Wissenschaft. Wissenschaftlicher Verlag.

Mit Buchveröffentlichungen in den Verlagen waren vertreten unter anderem die Autoren:
Belletristik
Jost Baum, F.W. Bernstein, Eugen Egner, Erik Eriksson, Marion Gay, Hermann Kinder, Norbert Klugmann, Thomas Körner, Marek Krajewski, François Loeb, Michael Molsner, Nele Neuhaus, Günter Ohnemus, Jürgen Roth, Charlotte Worgitzky, Feridun Zaimoglu.
Sachbuch
Christian Gellinek, Marcus Hammerschmitt, Heinrich Hannover, Bernhard Hassenstein, Bjørn Jagnow, Martin Jürgens, Marcus Klingberg, Ernst Piper, Stephan Reinhardt, Michael Ringel, Michael Rudolf, Eric W. Steinhauer.
Neueditionen historischer Titel
Karl Gutzkow, Christian Konrad Meurer.

### Dienstleistungen für Selbstpublikation
- Edition Octopus. Edition für Books on Demand-Autoren
- hochschulverlage.de. Hochschulkooperationen
- ruckzuckbuch.de. Publikationsplattform

Neben der Verlagsarbeit boten die ebenfalls zu Monsenstein und Vannerdat gehörende Plattform ruckzuckbuch.de seit dem Jahre 2000 als Self-Publishing-Plattform Book-on-Demand-Dienstleistungen für Selbstpublikationen an, die Werke erschienen in der Edition Octopus, in der etwa 2.000 Autoren ihre Werke veröffentlicht haben. Viele der verlegten Werke wurden in einer hauseigenen Druckerei hergestellt.
Im wissenschaftlichen Bereich arbeitete das Verlagshaus unter hochschulverlage.de zudem als Partner von Hochschulen, für die es Schriftenreihen und auch die administrative Umsetzung ganzer Hochschulverlage betrieb. Dazu gehörten die Technische Universität Ilmenau, die Westfälische Wilhelms-Universität, die Universität des Saarlandes, die Technische Universität Chemnitz, die Universität Flensburg, die International School of Management Dortmund, das Heinz Nixdorf Institut, die Hochschule Merseburg.
Die obengenannten Website-Adressen der drei Anbieter wurden von ehemaligen Konkurrenten aufgekauft und führen inzwischen zu anderen Plattformen mit ähnlichen Angeboten oder sind (Edition Octopus) nicht mehr aufzurufen.

## Engagement
Monsenstein und Vannerdat war Mitglied bei TheCompensators, einem von Wissenschaftlern des Potsdam-Instituts für Klimafolgenforschung gegründeten Vereins, der mittels Löschung von Emissionszertifikaten Unternehmen und Privatpersonen die effektive Kompensation ihrer CO2-Emissionen ermöglicht.
Nach einer Pressemitteilung vom 23. Januar 2013 rief Monsenstein und Vannerdat das Zertifikat „FAIRöffentlichen“ ins Leben, um gegen unseriöse Pseudoverlage und die sogenannte „Vanity Press“ vorzugehen. Teilnehmende Unternehmen sollten sich zu Fairness, Angebotstransparenz, klaren Autorenrechten sowie Nachhaltigkeit verpflichten. Eine Prüfkommission aus Branchenexperten hätte das Siegel zu vergeben und gegebenenfalls auch wieder zu entziehen gehabt.